# The Westland Case
The Westland Case és una pel·lícula de misteri estatunidenca de 1937 dirigida per Christy Cabanne i protagonitzada per Preston Foster, Frank Jenks i Carol Hughes. Es va estrenar el 31 d'octubre de 1937.

## Argument
L'advocat defensor Charlie Frazee rep una nota anònima que insinua que el condemnat a mort Robert Westland podria ser innocent de l'assassinat de la dona pel qual va ser condemnat. Frazee es pren seriosament la nota i contracta els detectius privats Bill Crane i Doc Williams per tornar a investigar el cas.

## Repartiment
- Preston Foster com Bill Crane
- Frank Jenks com Doc Williams
- Carol Hughes com Emily Lou Martin
- Barbara Pepper com Agatha Hogan
- Astrid Allwyn com Bentine
- Clarence Wilson com Charlie Frazee
- Theodore Von Eltz com Robert Westland
- George Meeker com Richard Bolston
- Russell Hicks com Woodbury
- Selmer Jackson com Warden

## Producció
L'any 1937, Universal Pictures va arribar a un acord amb The Crime Club, que publicava novel·les policíaques. A Universal se'ls va concedir el dret de seleccionar quatre de les seves novel·les publicades anualment per adaptar-les a pel·lícules. El responsable d'aquestes pel·lícules va ser el productor Irving Starr. De la sèrie es van fer onze pel·lícules entre 1937 i 1939. The Westland Case va ser el primer de la sèrie i es va basar en la novel·la de Jonathan Latimer Headed for a Hearse .
Les primeres pel·lícules de la sèrie van comptar amb Preston Foster com Bill Crane i Frank Jenks com Doc Williams com els detectius de la ciutat de Nova York. Aquests personatges apareixerien en altres dues pel·lícules de la sèrie: The Lady in the Morgue i The Last Warning .